# Центральный парк (Ставрополь)
Парк Культуры и Отдыха Центральный — парк в Ставрополе на проспекте Октябрьской революции, 22.

## История парка
История Центрального парка в Ставрополе берёт своё начало в 1805 году, когда в Бабиной роще были проложены аллеи и дорожки. Первым владельцем был поручик Матвей Бабин. В 1837 году купец Василий Тарасов купил рощу за 3500 рублей, а в 1847 году он передал её в Гимназический сад, существовавший до 1907 года. В 1848 году князь Воронцов-Дашков велел преобразовать Бабину рощу в городскую рощу, и в парке были установлены питомники деревьев, был посажен виноград, а также была открыта площадь для прогулок общественности.
В 1870 году Воронцовская роща подверглась реконструкции при садовнике Михаиле Иванове. По плану архитектора Георгия Федоровича Прокопца над прудом был установлен каменный мост. С 1887 по 1894 год садовником являлся Константин Ильич Стасенко, при котором были открыты первый цветник напротив оранжереи и киоск для продажи цветов, фруктов и семян. На смену Стасенкову пришёл Бернард Иосифович Новак.
Воронцовский сад постепенно дорабатывался: там старательно высаживали деревья и цветники. В 1904 году во Всероссийском конкурсе Бернард Иосифович Новак издал цветочные композиции в честь кораблей «Варяг» и «Кореец», за что получил первое место.
Во время гитлеровской оккупации крупные деревья были вырублены. После Великой Отечественной войны в 1950-е-60-е годы парк стал периодически дорабатываться. Территория парка составляет 12 га.
В 1913 году Центральный парк в Ставрополе планировалось сделать «Английским парком», однако попытка потерпела неудачу, и плодовые деревья были уничтожены.
В конце 1980-х годов парк получил название Центральный в честь своего расположения в центральной части. В ноябре 2013 года в парке было открыто самое высокое колесо обозрения в СКФО(высота 38 метров).

## Прежние названия
- Бабина роща.
- Гимназический сад.
- Воронцовская роща.
- Роща 1 Мая.
- Роща Горького (Ленинского комсомола).